# Pristimantis yaviensis
Pristimantis yaviensis es una especie de anfibio anuro de la familia Craugastoridae.

## Distribución
Esta especie es endémica del estado de Amazonas en Venezuela. Habita en Cerro Yaví y Cerro Yutajé, entre los 1700 y 2150 m de altitud.

## Descripción
Los machos miden de 18 a 21 mm y las hembras de 24 a 30 mm.

## Etimología
El nombre de su especie, compuesto por yavi y el sufijo latín -ensis, significa "que vive adentro, que habita", y le fue dado en referencia al lugar de su descubrimiento, el Cerro Yaví.

## Publicación original
- Myers & Donnelly, 1996 : A new herpetofauna from Cerro Yavi, Venezuela: first results of the Robert G. Goelet American Museum-Terramar Expedition to the northwestern Tepuis. American Museum Novitates, n.º 3172, p. 1-56[5]